# Lamu
Lamu – zabytkowe miasto w południowo-wschodniej Kenii, położone na wyspie Lamu, będącej częścią archipelagu Lamu na Oceanie Indyjskim u wybrzeży Kenii. W 2001 roku miasto wpisano na listę światowego dziedzictwa UNESCO.

## Historia
Historia osadnictwa na wyspie sięga co najmniej początków naszej ery. Samo miasto Lamu zostało tu jednak założone dopiero w XIV wieku jako ośrodek handlowy cywilizacji Suahili. W XVI wieku Lamu dostało się pod panowanie Portugalczyków, którzy w XVII wieku zostali stąd jednak wypędzeni przez plemiona arabskie z terenów dzisiejszego Omanu i Jemenu. Nastąpił wtedy największy rozkwit miasta - z tego okresu pochodzi większość zachowanych do dziś starych budynków w charakterystycznym dla Lamu stylu architektonicznym. Rozkwitło wówczas również i tutejsze rzemiosło, a port w Lamu przyjmował statki handlowe z całego basenu Oceanu Indyjskiego. W XVIII wieku Lamu stało się ponadto ważnym islamskim ośrodkiem literackim i naukowym na wschodnim wybrzeżu Afryki.
W 1812 roku – dzięki szczęśliwemu zbiegowi okoliczności – miasto odparło atak Mazruich z Mombasy, których łodzie ugrzęzły na przybrzeżnych mieliznach. Spodziewając się krwawego odwetu mieszkańcy Lamu zwrócili się następnie o pomoc i ochronę do dynastii Busaidich z Omanu, co w konsekwencji doprowadziło jednak do całkowitego uzależnienia się Lamu od omańskiego sułtanatu. Sułtan wykorzystał wyspę jako bazę wypadową do ataków na Mazruich, po czym zajął całe wschodnie wybrzeże Afryki i przeniósł swoją siedzibę na Zanzibar. Mombasa i Zanzibar przejęły wówczas od Lamu rolę głównych ośrodków kultury islamu w tym rejonie i Lamu podupadło. Na przełomie XIX i XX wieku przeszło pod władzę Brytyjczyków, a od 1963 roku znajduje się w granicach niepodległej Kenii.

## Zabytki
Lamu jest jednym z nielicznych miast w Czarnej Afryce, w którym zachowała się dawna przedkolonialna architektura i układ urbanistyczny. Tutejsze murowane domy mają formę otwartego, odkrytego prostopadłościanu z dużym podwórzem. Samo miasto pełne jest krętych i wąskich uliczek. W mieście działa również wiele zabytkowych meczetów.
Do innych zabytków zaliczają się: XVIII-wieczna forteca i zrujnowany XIV-wieczny grobowiec kolumnowy. Atrakcją turystyczną w mieście Lamu jest też kilka działających tu muzeów.